# Diana (Burkina Faso)
Pour l’article homonyme, voir Diana.
Diana est commune rurale située dans le département de Kordié de la province de Sanguié dans la région du Centre-Ouest au Burkina Faso.